# Vida@Línea
Vida@Línea (Vida en Línea) es un informativo televisivo que fue emitido entre los años 1998 y 2002 en el canal Discovery Channel.
El mismo trataba sobre actualidad tecnológica, con especial énfasis en la informática personal.

Entre los 1998 - 1999 fungió como presentadora la cantautora y actriz panameña Erika Ender.
- Datos: Q6161625